# Mélias (domestique des Scholes)
Mélias ou Mleh (en grec : Μελίας, mort en 973 ou 974) est un général byzantin d'origine arménienne. Il participe aux guerres byzantino-arabes en Orient, sous les empereurs Nicéphore II Phocas et Jean Ier Tzimiskès. Il est vaincu devant Amid en 973 par les Hamdanides et il meurt en captivité peu après.

## Biographie
Mélias est un parent et l'homonyme de Mélias, un Arménien entré au service des Byzantins au début des années 900, sous le règne de Léon VI le Sage, qui fonde la province frontalière du Lykandos et joue un rôle crucial dans les guerres contre les Arabes jusqu'aux années 930,. Mélias est mentionné pour la première fois dans les sources au début du règne (969-976) de Jean Ier Tzimiskès. Toutefois, il est représenté à cheval, aux côtés de Jean Tzimiskès, dans l'une des églises (l'église du Pigeon) de Göreme à Çavuşin, en Cappadoce. Or, cette église a été construite et peinte sous le règne (963-969) de Nicéphore II Phocas, le prédécesseur de Tzimiskès, pour le commémorer lui et sa famille. La présence de Mélias et Tzimiskès est probablement liée à leur participation à la conquête de la Cilicie en 965. Bien que Mélias soit identifié comme magistros dans l'église, c'est sûrement un ajout à l'inscription originelle car il a probablement été élevé à cette distinction après l'arrivée au pouvoir de Tzimiskès,.
Dans les sources, Mélias est mentionné comme participant à des expéditions contre les Arabes en haute Mésopotamie en 972-973. La première expédition, lors de l'automne et de l'hiver 972, est conduite par Tzimiskès en personne et conduit à la prise de Nisibis et de Mayyafariqin. Le chef musulman local, le Hamdanide Abu Taghlib, doit signer un traité par lequel il accepte de payer un tribut annuel en échange du retrait des Byzantins. Si Tzimiskès se retire de la région, il laisse Mélias comme domestique des Scholes d'Orient (général en chef de l'armée d'Orient). Gérard Dédéyan estime qu'il a pu obtenir ce poste important après avoir été stratège du Lykandos. Par la suite, Mélias progresse vers Amid avec une armée comprenant, selon les sources arabes, 50 000 hommes. Le chef de la garnison, Hezarmed, appelle Abu Taghlib à l'aide. Celui-ci envoie son frère, Hibatallah, qui arrive devant la cité le 4 juillet 973. Le jour suivant, une bataille se déroule devant les murs d'Amid, lors de laquelle les Byzantins sont vaincus. Mélias et plusieurs généraux byzantins sont capturés le lendemain et amenés comme captifs à Abu Taghlib. 
Mélias meurt peu de temps après le début de sa captivité mais les sources divergent quant aux causes et à la date. L'historien Yahya d'Antioche du XIe siècle et Étienne de Taron rapporte qu'il reste prisonnier à la cour d'Abu Taghlib jusqu'à sa mort en février ou mars 974. En revanche, l'historien perse du XIIIe siècle Rashid al-Din affirme que Mélias meurt peu après la bataille, du fait de ses blessures. Ibn al-Athîr et d'autres auteurs écrivent qu'il meurt en l'an 363 après l'Hégire (soit entre octobre 973 et septembre 974) de maladie, en dépit du fait qu'Abu Taghlib lui envoie ses docteurs. Enfin, les récits peu fiables de Matthieu d'Édesse et Bar-Hebraeus déclarent qu'il est emmené à Bagdad où il meurt d'un ulcère ou exécuté avec d'autres officiers .